# Areca klingkangensis
Areca klingkangensis är en enhjärtbladig växtart som beskrevs av John Dransfield. Areca klingkangensis ingår i släktet Areca och familjen Arecaceae. Inga underarter finns listade i Catalogue of Life.